# 灰色文献

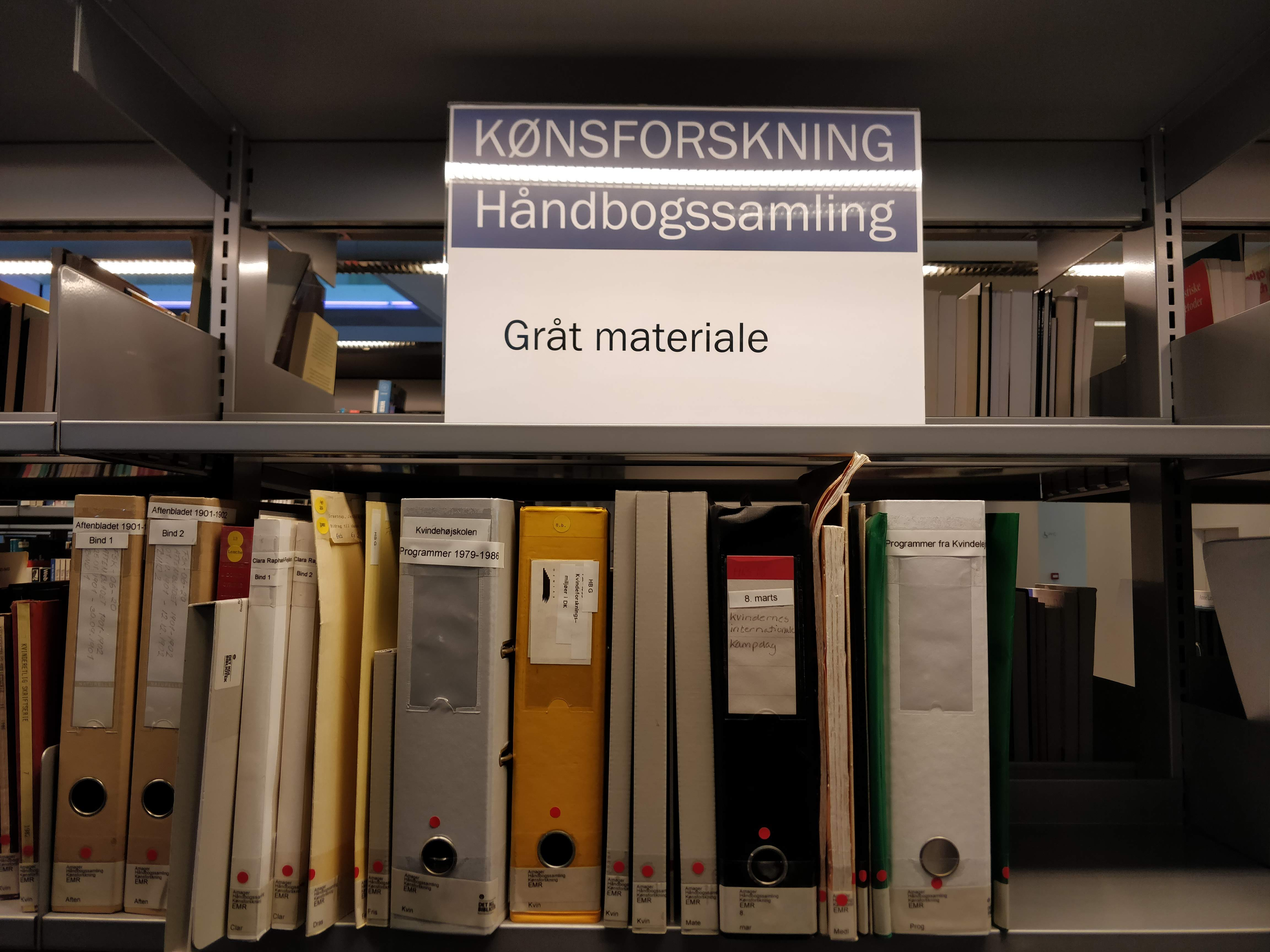
女子大のプログラムや国際女性デーイベントのための論文など、ジェンダー研究に関する灰色文献を集めた図書館の書架

灰色文献（はいいろぶんけん、grey literature 又は gray literature）は、伝統的な商業出版又は学術出版の流通ルートに乗らない出版物や学術文献である。灰色文献の一般的な出版形態は、報告書（年次、研究、技術、プロジェクトなど）や、ワーキングペーパー、政府刊行物、白書、そして評価報告である。灰色文献を出版する組織には、政府機関、市民団体、NGO、学術団体、民間企業、コンサルタントなどがある。
灰色文献は公開されることもあるが、組織内またはグループ内で私的に流通し、体系的な流通や収集の手段を欠くこともある。灰色文献の品質、評価、製作の基準は非常に多様である。灰色文献を発見し、アクセスし、評価するのは困難であるが、適切な検索手段を設定することで対処することはできる。

## 定義
「灰色文献」の定義は以前から漠然としていたが、一般的には研究者チャールズ・P・オーガーが1975年に著した『報告文献の使用 Use of reports literature』が始まりと考えられている。彼は第二次世界大戦中の連合国が作成した原子爆弾研究についての大量の研究報告やメモのことを指してこの言葉を使った。1978年に大英図書館貸出部門が開催した会議の席で、オーガーは初めて「灰色文献」という言葉を使ってその概念を説明した。彼は「常に増加しつつある」「莫大な量の文献」が「図書館員に困難をもたらしている」ことに焦点をあてた。オーガーはこの文献が一時的な性質と耐久性の間に大きな曖昧さを持ち、科学研究上大きなインパクトになりつつあることを説明した。報告文献の挑戦を認めながらも、彼は「他の普及手段に比べて、より速く、より多くの柔軟性を持ち、もし必要なら詳細を説明する機会もある」といった（灰色文献の）多くの利点を理解していた。オーガーは報告書（灰色文献）を、「科学雑誌と複雑な相互関係を持つ」「仮出版」のコミュニケーションメディアと考えた。1989年にオーガーは『ECの文献ガイド The Documentation of the European Communities: A Guide』第2版を著したが、その中で初めて「灰色文献」という言葉を出版物の中に使った。
1997年の第3回灰色文献国際会議で、灰色文献を「政府、学会、ビジネス、産業のあらゆるレベルから、紙又は電子媒体で出版されるが、商業出版者が管理しないもの」とした「ルクセンブルク定義」が議論され、承認された。2004年にニューヨークで開催された第6回会議では、定義を明確にするため、灰色文献は「商業出版者が管理しないもの、つまり、文献生産者の主要業務は出版ではない」の文が追加された。この定義は現在世界の学術コミュニティで広く共有されている。
2010年にD.J. FaraceとJ. Schöpfelは、灰色文献の現在の定義が主に経済的であるとし、新しいチャンネルを持つ科学的コミュニケーションにより研究環境が変化する中で、灰色文献には新しい枠組みが必要だ、と主張した。彼らの提案した「プラハ定義」は次のとおりである。
灰色文献は、政府、学会、ビジネス、産業のあらゆるレベルから、紙又は電子媒体で出版される多様な種類の文献であり、知的財産権で保護され、図書館や機関リポジトリで収集、保存するのに充分な品質のものだが、商業出版者が管理しないもの、つまり、文献生産者の主要業務は出版ではないものを指す。
ウェブサイトからの出版と文献へのアクセスが急増する中で、灰色文献の焦点は品質、知的財産、キュレーション、そしてアクセシビリティに移動している。

## 文献の種類
「灰色文献」という言葉は、組織が種々の理由で作成する膨大な出版物を示す集合名詞である。これには、研究およびプロジェクト報告書、年次又は活動報告書、学位論文、会議録、査読前論文、ワーキングペーパー、ニューズレター、技術報告書、勧告、工業規格、特許、技術ノート、データと統計、プレゼンテーション、フィールドノート、実験研究書、学術コースウェア、講義録、評価書、など様々なものが含まれる。国際団体であるGreyNet（灰色文献ネットワークサービス）では、文献の種類のオンラインリストを提供している。
文献の研究レベルが非常に高い場合でも（最終出版物が組織の評価にかかっているので）、出版物は公的な出版社から出るのではなく、広範な流通や書誌コントロールのチャネルを欠いている。

## 影響
灰色文献の総体的な重要さは研究分野や研究対象、研究方法、情報源によって異なっている。特に生命科学や医学分野では、査読された学術雑誌のみが伝統的に好まれる一方で、農学、航空宇宙科学、工学分野では灰色文献が主流になる場合がある。
ここ数十年では、保険・医療分野の傾倒的なシステマティック・レビューにおいて、根拠に基づく医療を提供し、出版バイアスを避けるために、灰色文献を発見し分析するようになってきている。
灰色文献は特に、科学技術や公共政策・実務情報を流通させる手段として重要である。専門家たちはその重要性に次の2つの理由を挙げる。研究結果は雑誌よりも学位論文や会議録において詳しく報告され、しかも一般の出版より12ないし18か月早く提供される。いくつかの研究結果は他で公開されることすらないのである。
特に、公的機関や公的産業研究所からは膨大な「灰色」資料が、しばしば内部向けに、「限定的」な普及のために生産されている。証拠に基づく政策という概念では、灰色文献の重要性の理解が見られるが、しかし、この言葉はいまだに公共政策や社会科学の分野で広く使われてはいない。

## 問題点
数多くの理由により、灰色文献の発見、アクセス、評価、そしてキュレーションには多大な困難が生じている。
一般的に、灰色文献にはきちんとした書誌コントロールが欠けている。著者、出版者、出版年月日といった基本情報は容易に特定できない。同様に、専門的でないページレイアウトや形式、小部数の印刷、非従来型の流通ルートなどにより、灰色文献の組織的な収集は雑誌や書籍と比べ困難である。
1990年代の後半から、政府、専門家、ビジネス、学術機関が報告書や公的文献をオンラインで提供するようになり、灰色文献へのアクセスの問題のいくつかは減少している。2000年代の始めからこの傾向は強まり、検索エンジンの発達は灰色文献の検索に力を発揮している。
しかしながら、書誌的情報の欠如はいまだに多くの問題を残している。文献にはしばしばURLやDOI番号が付与されておらず、機関リポジトリにも収録されていないので、引用文献リストやデータベースからはしばしばリンク切れになる。デジタル時代においても灰色文献へのアクセスは大きな課題である。

## データベース

灰色文献のためのSTAR NLPフレームワーク

## 資源と提言
灰色文献に関する年次国際会議が1993年から、ヨーロッパを拠点とする団体GreyNetにより開催されている。この分野の研究情報は体系的に記録され、灰色文献国際会議シリーズとして保存されている。
GrayNetは灰色文献に関する雑誌「The Grey Journal」を発行し、特に図書館と情報科学分野での灰色文献の理解と研究を提唱している。「The Grey Jornal」には印刷版と電子版があり、論文の電子版はエブスコ・インフォメーション・サービスから入手できる。
2014年5月16日には、「灰色文献資源の政策立案に関するピサ宣言」が批准、公表されている。